# Bernard Saisset
Bernard Saisset (* um 1232; † 1314) war der erste Bischof von Pamiers. Er wurde bekannt durch seine Rivalität zu König Philipp IV. dem Schönen von Frankreich in dessen Konflikt mit Papst Bonifatius VIII.

## Leben
Saisset wurde im Jahr 1267 zum Abt von Saint-Antonin in Pamiers ernannt. In diesem Amt führte er eine wechselreiche Fehde mit dem Grafen Roger Bernard III. von Foix über die gemeinsamen Herrschaftsrechte in Pamiers (paréage). Im Jahr 1297 war er schließlich gezwungen, den Grafen als Co-Herren in Pamiers anzuerkennen, nachdem König Philipp IV. der Schöne mehrfach Partei für den Grafen ergriffen hatte.
Die daraus resultierende Feindschaft Saissets zum König hatte entscheidende Auswirkungen auf dessen Konflikt mit Papst Bonifatius VIII. zur Folge. Im Jahr 1296 kam es zwischen dem französischen König und dem Papst zu einem ersten Machtkampf, der sich um die Besteuerung des französischen Klerus durch die Krone entzündet hatte. Um seinen Handlungsspielraum in Frankreich zu demonstrieren, hatte der Bonifaz VIII. ohne Rücksprache mit dem König in Pamiers ein neues Bistum gegründet und der Königsgegner Saisset wurde zu seinem ersten Bischof ernannt.
Nach einer kurzen Entspannung 1297 brach der Konflikt bald von neuen und noch erbitterter aus, als der Papst im Flandernkrieg offen für den Grafen Guido von Flandern Partei ergriff. Der Papst ernannte Saisset zu seinem Legaten in Flandern. Als er in dieser Funktion offen die Freilassung des gefangenen Grafen von Flandern forderte, ließ der König eine Untersuchungskommission bilden die den Verdacht des Hochverrats gegen Saisset prüfen sollte, der schließlich ein französischer Untertan sei. Als Belastungszeugen traten dabei die Grafen von Foix und Comminges auf, die Saisset beschuldigten sie zu einer Revolte gegen die Krone aufgefordert zu haben. Saisset wurde 1301 verhaftet und in Senlis vor ein königliches Gericht gestellt, wo er vom königlichen Rat Pierre Flote der Häresie beschuldigt wurde.
Der Papst wie auch der Erzbischof von Narbonne, Gilles Aycelin, protestierte dagegen vergeblich, stehe Saisset ja als Bischof außerhalb der weltlichen Gerichtsbarkeit. Saisset wurde schuldig gesprochen und zu einer mehrjährigen Haftstrafe verurteilt, die er zunächst in Narbonne verbüßte. Im Frühjahr 1302 wurde ihm aber der Exilgang nach Rom gewährt. Der Konflikt zwischen König und Papst eskalierte währenddessen vollends und endete 1303 mit dem Attentat von Anagni und dem darauffolgenden Beginn des Exils der katholischen Kirche in Avignon.
Saisset wurde im Jahr 1308 unter Fürsprache Papst Klemens V. vom französischen König vollends begnadigt, was ihm die Rückkehr nach Frankreich erlaubte. Noch im selben Jahr schloss er mit der Krone einen paréage-Vertrag um Les Allemans (heute La Tour-du-Crieu) ab, wo ein königlicher Vikar seinen ständigen Sitz nahm.